# Maksim Sergeyevich Aksyonov (cầu thủ bóng đá, sinh 1997)
Maksim Sergeyevich Aksyonov (tiếng Nga: Максим Сергеевич Аксёнов; sinh ngày 4 tháng 8 năm 1997) là một cầu thủ bóng đá người Nga thi đấu cho FC Znamya Truda Orekhovo-Zuyevo.

## Sự nghiệp câu lạc bộ
Anh có màn ra mắt tại Giải bóng đá chuyên nghiệp quốc gia Nga cho FC Znamya Truda Orekhovo-Zuyevo vào ngày 28 tháng 7 năm 2016 trong trận đấu với FSK Dolgoprudny.